# Retiro, Chile
Retiro este un târg și comună din provincia Linares, regiunea Maule, Chile, cu o populație de 18.754 locuitori (2012) și o suprafață de 827,1 km2.